# Angelito: Ang Bagong Yugto
Angelito: Ang Bagong Yugto é uma telenovela filipina produzida e exibida pela ABS-CBN, cuja transmissão ocorreu em 2012.

## Elenco
- Elizabeth Oropesa - Pinang
- Al Tantay - Delfin Dimaano
- Snooky Serna - Adele Dimaano
- Sam Concepcion - Migoy Abella
- Devon Seron - Teresa "Tere" Santos
- Sue Ramirez - Rona Dimaano
- Kiko Estrada - Leo Samaniego
- Cogie Domingo - Alfredo Dimaano